# Kyhanka sivolistá

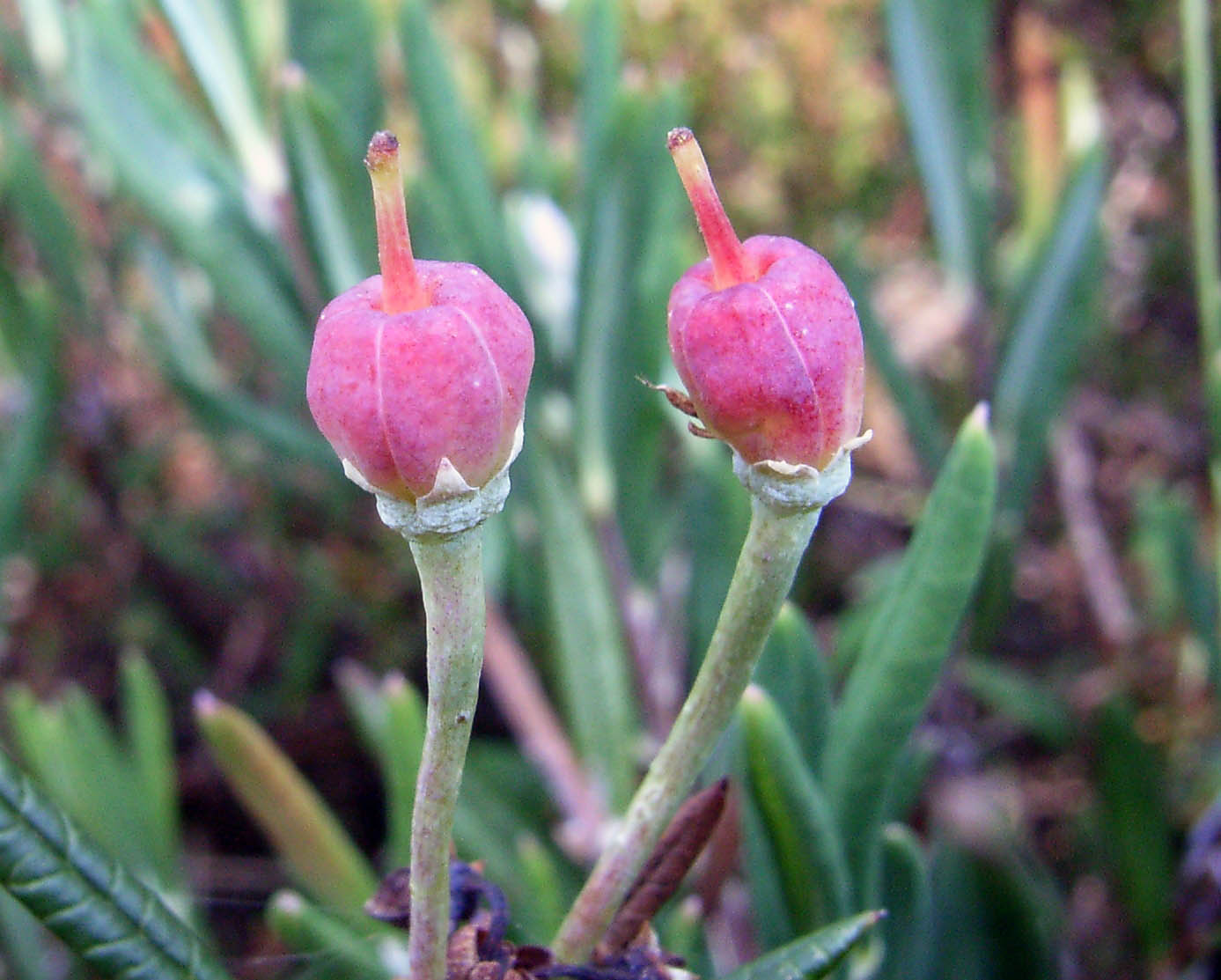
Dozrávající pětidílné tobolky

Kyhanka sivolistá (Andromeda polifolia) je nízký, stálezelený, úhledný keřík rostoucí na vřesovištích, kde mnohdy vytváří souvislý, polštářovitý půdní pokryv. Je to jediný druh rodu kyhanka vyskytující se v Evropě, v České republice se považuje za glaciální relikt.

## Rozšíření
Pochází z chladnějších oblastí severní polokoule. Vyrůstá vyjma Pyrenejského a jihu Balkánského poloostrova v celé Evropě; nejčastěji pak ve Skandinávii, Pobaltí, Německu, v oblasti Alp a v evropské části severního Ruska, roztroušeně ve střední Evropě. V Asii roste na severu Ruska po západní Sibiř a dále ostrůvkovitě až na Dálný východ a také na severu Číny a v Japonsku. V Severní Americe jsou mu domovem Spojené státy a Kanada. Vyžaduje stále vlhké, kyselé (4 až 5 pH), na živiny chudé půdy s rašelinou, roste na vrchovištích a rašelinných ladech. Potřebuje stanoviště s vysokou hladinou spodní vody, po jejím poklesu či poškození vodního režimu z lokality vymizí. Na celodenním přímém slunci roste pomaleji a méně se větví.
V České republice se vyskytuje nejčastěji na přirozených rašeliništích v podhorských a horských oblastech hraničního hornatého pásma, od Jeseníků přes Krkonoše, Krušné hory až po Šumavu, mimo to ještě v Třeboňské pánvi a na Českolipsku. Většinou se nachází ve vyšších polohách, 600 až 1400 m n. m.

## Popis
Neopadavý, drobný keř vysoký jen 10 až 30 cm vyrůstající ze ztlustlého, vřetenovitého kořene. Jeho tenké, holé, málo rozvětvené šedavé větvičky jsou přímé nebo poléhavé a na konci obloukovitě vystoupavé, v místech styku s půdou zakořeňují. Větvičky jsou porostlé vztyčenými, střídavými kožovitými listy s krátkými řapíky (do 3 mm), které mají čárkovitě podlouhlé listové čepele (10 až 40 × 2 až 8 mm), na okraji úzce podvinuté, celokrajné, na konci špičaté. Na líci jsou tmavozelené až modrozelené, na rubu jim vystupuje hlavní žilka a jsou sivě ojíněné od jemné vrstvičky vosku která chrání průduchy před přilnutím vodních kapek.
Převislé květy vyrůstající z konců větviček na lysých, červených stopkách od 1 do 2 cm dlouhých jsou sestaveny po 3 až 7 do chudého chocholíku. Drobný kalich je vytvořen pěti načervenalými, u báze srostlými kališními lístky o rozměrech 1 až 1,5 × 0,7 až 1 mm. Stejný počet růžových, později bílých korunních lístků vytváří vejčitě zvonkovitou nebo kulovitě džbánkovitou, srostloplátečnou, opadavou korunu dlouhou 5 až 8 mm která je na okraji rozeklaná do 5 ohnutých zubů. Koruna bývá 5krát delší než kalich. V květu je ve dvou kruzích 10 tyčinek, jen 1/3 délky koruny, s tmavočervenými prašníky které na špičce vybíhají do dvou křivých přívěsků stejně dlouhých jako prašníky. Jednoduchá cylindrická čnělka, o málo delší než koruna, vyrůstá ze svrchního pětidílného semeníku. Opylení v prvé řadě zajišťuje létající hmyz vysávající nektar ze dna květů, později se neopylené květy opylí samosprašně, pyl se v převislých květech vysype z prašníků na bliznu. Kyhanka sivolistá kvete od května do června, někdy ještě v srpnu a září.
Po opylení se stopky květů narovnávají a plody dozrávají na vztyčených stopkách. Plody jsou tmavě modrozelené, téměř kulovité, pětipouzdré tobolky dlouhé 3 až 5 mm. Otvírají se pěti chlopněmi, obsahují až okolo 40 drobných, leklých, hnědých semen.
Rostlina obsahuje, ostatně jako většina druhů čeledě vřesovcovitých, toxické glykosidy. Nejnebezpečnější je andromedotoxin, který může při požití většího množství listů nebo plodů způsobit u lidí zhruba za 6 hodin žaludeční nevolnost a snížení krevního tlaku.

## Rozmnožování
Ve volné přírodě se kyhanka sivolistá většinou rozmnožuje vegetativně, zakořeněním poléhavých lodyh; mladé rostlinky vyrostlé ze semen jsou vzácné. Semena jsou roznášena větrem a mohou asi po dobu 72 hodin i plavat. Aby mohla vyklíčit, musí se v zemi stratifikovat nejméně jeden rok. Bývá uměle pěstována v okrasném zahradnictví, kde se množí bylinnými řízky nebo semeny.

## Ohrožení
Protože se prokázal sice pomalý, ale trvalý pokles počtu rozmnožujících se rostlin, zapříčiněný narušováním jedinečných biotopů nutných ke zdárnému přežití, byla kyhanka sivolistá ve vyhlášce MŽP ČR č. 395/1992 Sb. i v "Černém a červeném seznamu cévnatých rostlin České republiky z roku 2000" vyhlášena za ohrožený druh.